# سام فليتشر
سام فليتشر (بالإنجليزية: Sam Fletcher)‏ (1890 بمانشستر في المملكة المتحدة - 22 يناير 1972 في الولايات المتحدة) هو لاعب كرة قدم بريطاني (وحمل سابقاً جنسية المملكة المتحدة لبريطانيا العظمى وأيرلندا) في مركز الدفاع. لعب مع Park Grange F.C. ‏ وبثلهام ستييل وHarrison S.C. ‏ وNewark Skeeters ‏ وNiagara Falls Rangers ‏.

## وصلات خارجية
- سام فليتشر على موقع قاعدة بيانات كرة القدم.إي يو (الإنجليزية)